# Orden der glorreichen Jungfrau Maria
Der Orden der glorreichen Jungfrau Maria (lateinisch Ordo Militiae Mariae Gloriosae, italienisch Milizia della beata Vergine Maria, auch Frati gaudenti genannt) war eine monastisch lebende ritterliche Bruderschaft, die um 1250 von sechs Rittern gegründet wurde, darunter Bartolomeo di Breganze, Loderingo degli Andalò und Catalano dei Malavolti. Dem Orden gehörte auch der Dichter Fra Guittone d’Arezzo an. 1261 wurde der Orden von Papst Urban IV. anerkannt.
Zeichen des Ordens war ein Templerkreuz mit zwei sechszackigen Sternen.
Prominentester Gegner des Ordens, der sich vergeblich um eine Aussöhnung zwischen Guelfen und Ghibellinen bemühte, war ein Parteigänger der Guelfen, der Florentiner Dante Alighieri. Dante Alighieri würdigt den Orden im 23. Gesang seiner Divina Commedia. Im achten Kreis der Hölle, wo Heuchler und Scheinheilige und korrupte kirchliche und weltliche Würdenträger bestraft werden, trifft Dante zwei Frati Gaudenti. Die beiden sind verdammt, auf immer langsam hintereinander im Kreis herumzulaufen, auf dem Kopf eine schwere Kappe aus Blei.
Der Mönchsbruderschaft existierte in Bologna bis 1589 und in Treviso bis 1737.